# Fimbristylis limosa
Fimbristylis limosa är en halvgräsart som beskrevs av Eduard Friedrich Poeppig och Carl Sigismund Kunth. Fimbristylis limosa ingår i släktet Fimbristylis och familjen halvgräs. Inga underarter finns listade i Catalogue of Life.